# 데드 캣 바운스

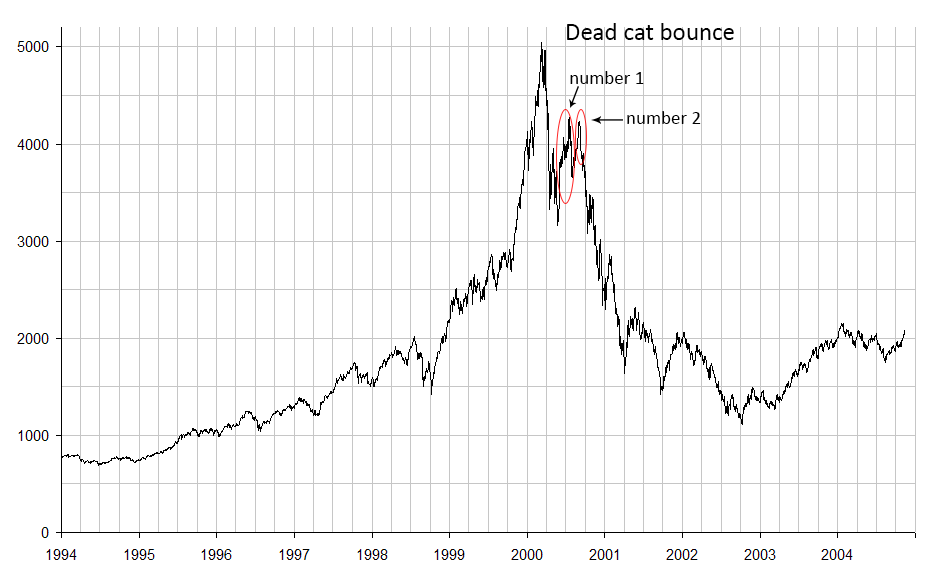

데드 캣 바운스(영어: dead cat bounce)는 주식 투자 용어이다. 주가가 급락 후 일시적으로 소폭 회복된 것을 의미한다. 즉 폭락장 가운데서도 가끔 주가가 반등하는 것처럼 보이는 것을 죽은 고양이가 꿈틀한다는 식으로 표현한 것이다. "높은 곳에서 떨어 뜨리면 죽은 고양이도 튀어오른다."(Even a dead cat will bounce if it falls from a great height) 라는 월 가에서 유래한 문장이 시초이다.
1. ↑  “데드캣 바운스”. 2021년 5월 30일에 확인함.